# Пильвишкяй (Молетский район)
Пильвишкяй (лит. Pilviškiai) — хутор в восточной части Литвы, входит в состав Дубингяйского староства Молетского района. По данным переписи 2011 года, население Пильвишкяя составляло 2 человека.

## География
Хутор расположен в южной части района, на берегу озера Бяржа. Расстояние до города Молетай составляет 20 км, до местечка Дубингяй — 5,5 км.

## Население
| 1905                           | 1923 | 1959 | 1970 | 1979 | 1989 | 2001 | 2011 |
| ------------------------------ | ---- | ---- | ---- | ---- | ---- | ---- | ---- |
| 18                             | 21   | 16   | 12   | 9    | 7    | 4    | 2    |
| Гистограмма динамики населения |      |      |      |      |      |      |      |